# Magnus Johnson
Magnus Johnson (Eds parish, 1871. szeptember 19. – Litchfield, 1936. szeptember 13.) az Amerikai Egyesült Államok szenátora (Minnesota, 1923–1925).